# ニリダゾール
ニリダゾール（英: Niridazole）は住血吸虫駆除剤である。 Schistosoma（かつてはBilharzia）属の扁形動物（吸虫）によって引き起こされる寄生虫病である住血吸虫症の治療に使用される。商品名Ambilharとして知られている。通常は錠剤として投与される。
ニリダゾールには中枢神経系に毒性があり、幻覚などの危険な副作用を引き起こす可能性がある。また、敏感な人ではアレルギー反応を起こすことがある。しかし、最も効果的な住血吸虫駆除剤のひとつである。
また最近では、歯周病の治療への使用が研究されている。

## 作用機序
ニリダゾールは寄生虫で急速に濃縮され、卵形成と精子形成を阻害する。また、ホスホフルクトキナーゼを阻害し、グリコーゲンの枯渇とhepatic shiftを誘導する.。